# Cylindropuntia neoarbuscula
Cylindropuntia neoarbuscula là một loài thực vật có hoa trong họ Cactaceae. Loài này được (Griffiths) F.M.Knuth mô tả khoa học đầu tiên năm 1935.